# Gil Evans
Gil Evans (Toronto, 13 mei 1912 – Cuernavaca, 20 maart 1988) was een Canadees jazzmusicus. Als arrangeur, componist, bandleider en pianist was hij een belangrijk vernieuwer van de bigband jazz in de Verenigde Staten. Hij speelde een baanbrekende rol in de ontwikkeling van de cooljazz, modale jazz, free jazz en jazz-rock.

## Biografie
Evans werd geboren als Ian Ernest Gilmore Green en nam al vroeg de familienaam Evans van zijn stiefvader over. Niet veel later verhuisde de familie naar Californië, waar hij de eerste decennia van zijn leven doorbracht. Vanaf 1946 leefde en werkte hij in New York.
In de periode 1941-48 werkte hij als arrangeur voor het Claude Thornhill Orchestra en dit vanaf 1946 in New York. Zijn bescheiden kelderappartement achter een Chinese wasserette werd al snel een ontmoetingsplaats voor muzikanten die de bebop verder wilden ontwikkelen en ook Charlie Parker zelf was bij de betrokkenen. Met Miles Davis, Gerry Mulligan en anderen werkte Evans aan een band book voor een nonet dat in 1948 begon te spelen en dat een wekelijkse boeking had om in de "Royal Roost" als tussenprogramma te spelen voor het orkest van Count Basie. Tijdens drie sessies in de loop van 1949 en 1950 nam Capitol Records de twaalf nummers van de groep op; deze opnames werden in 1957 heruitgegeven op LP als Birth of the Cool.
Toen Miles Davis later getekend had bij Columbia Records suggereerde producer George Avakian verschillende mogelijke arrangeurs aan de trompettist, maar deze koos onmiddellijk de optie om weer met Evans te werken. De drie belangrijkste albums die uit de samenwerking voortvloeiden zijn Miles Ahead (1957), Porgy and Bess (1958) en Sketches of Spain (1960). Later werd ook een andere samenwerking uitgebracht onder de naam Quiet Nights (1962), maar dit gebeurde tegen de wil van Davis. Het was ook om die reden dat deze laatste zijn samenwerking met zijn toenmalige producer Teo Macero voor een tijd verbrak. Hoewel de vier albums meestal onder de naam van Miles Davis gepromoot werden (vaak onder de benaming Miles Davis and the Gil Evans Big Band), was de bijdrage van Evans even belangrijk. Hun werk was het samengaan van moderne big band jazz (eigenlijk: orkestrale jazz) met een getalenteerd solomuzikant. Al deze samenwerkingen werden gekenmerkt door de combinatie van de bijzondere bandarrangementen van Evans met uitzonderlijk melodieus en stilistisch solowerk van Davis. Evans werkte in de jaren 60 achter de schermen ook mee aan de klassiekers die Miles Davis toen maakte met zijn kwintet.
Vanaf 1957 nam Evans ook op onder zijn eigen naam, bijvoorbeeld zijn indrukwekkende albums Big Stuff (1957, ook bekend als Gil Evans & Ten), Out Of The Cool (1960) en The Individualism Of Gil Evans (1964). In 1965 verzorgde hij de arrangementen van de big band nummers op het album Guitar Forms van Kenny Burrell. In de jaren zeventig ging Evans, net als Davis en veel andere jazzmuzikanten, de richting van de free jazz en de jazz-rock uit. Op die manier bereikte hij een volgende generatie bewonderaars. Evans had een bijzondere interesse voor de rockgitarist Jimi Hendrix en zou voor de dood van Hendrix een ontmoeting gepland hebben met deze laatste om een bigband rond Hendrix te bouwen. Hij begon pas te toeren in 1972, waarbij hij tweemaal naar Japan ging en tot 1987 vele malen naar festivals en concerten in Europa. In 1987 nam Evans een live cd op met Sting van een optreden met big band arrangementen van nummers van Sting en The Police. Hij trad ook live op met Jaco Pastorius in Japan.
Evans stierf in 1988 in de stad Cuernavaca in Mexico, dezelfde stad waar Charles Mingus negen jaar eerder stierf.

## Discografie
- Gil Evans and Ten (1957)
- New Bottles, Old Wine (1958) (met Julian Cannonball Adderley)
- Great Jazz Standards (1959)
- Out of the Cool (1960)
- Into the Hot (1961) (met Cecil Taylor, John Carisi)
- The Individualism of Gil Evans (1964) !
- Verve Jazz Masters 23: Gil Evans (1963–1964)
- Guitar Forms (1965) (met Kenny Burrell)
- Look To The Rainbow (1966) (met Astrud Gilberto)
- Svengali (1973)
- Plays the Music of Jimi Hendrix (1975)
- There Comes a Time (1975)
- Little Wing (1978)
- Live at the Public Theater Volume 1 & 2 (1980)
- Live at Sweet Basil (1984–1986)
- Farewell (1986)
- Bud and Bird (1986)
- Live at Umbria Jazz: Volume 1 & 2 (1987)
- 75th Birthday Concert (1987)
- Paris Blues (1987) (duo met Steve Lacy)
- Last Session (1987) (met Sting)
- A Tribute to Gil (1988)